# Eutrichota pamirensis
Eutrichota pamirensis är en tvåvingeart som först beskrevs av Willi Hennig 1972.  Eutrichota pamirensis ingår i släktet Eutrichota och familjen blomsterflugor. Inga underarter finns listade i Catalogue of Life.